# Butch DeConcini
Butch „The Little Guy” DeConcini, interpretat de Greg Antonacci, este un personaj fictiv în seria HBO, Clanul Soprano. Este un membru sus-pus al familiei mafiote Lupertazzi, apărând pentru prima dată în serial ca „căpitan” și fiind mai târziu promovat ca șef adjunct.